# Taso (figlio di Agenore)
Taso (in greco antico: Θάσος?, Thásos) è un personaggio della mitologia greca.

## Genealogia
Figlio di Poseidone o di Cilice o di Agenore, sposò Telefassa da cui ebbe il figlio Galesso.

## Mitologia
Partecipò alla ricerca di Europa (sua sorella secondo Pausania), assieme a Cadmo, Cilice e Fenice (secondo Apollodoro) e come loro non ritrovò mai Europa e non fece mai più ritorno da Agenore, fermandosi invece su un'isola dove fondò una città che prese il suo nome. Forse l'antica città di Limena sull'isola di Taso. 

Si dice che questi fatti si siano verificati cinque generazioni prima della nascita di Eracle. 
Apollodoro, che visse (e quindi scrisse) prima di Pausania, dice che Taso partì con i fratelli di Europa (i già citati Cadmo, Cilice e Fenice) e che con lui c'era anche Telefassa (la moglie di Agenore) e forse questo punto è ciò che genera l'equivoco sulla sua appartenenza alla famiglia di Agenore da parte del successivo Pausania.
Secondo Stefano di Bisanzio, Taso sposò Telefassa e da lei ebbe il figlio Galesso, ritenuto il fondatore della città di Galesso in Tracia.